# مدیا (یمن)
مدیا  یکی از شهرهای استان ابین در کشور یمن است که در سرشماری سال ۲۰۰۵ میلادی، ۱۵٫۵۶۹ نفر جمعیت داشته‌است.